# Lena (wieś)
Lena – wieś w Stanach Zjednoczonych, w stanie Wisconsin, w hrabstwie Oconto.